# Czeremcha (województwo podkarpackie)

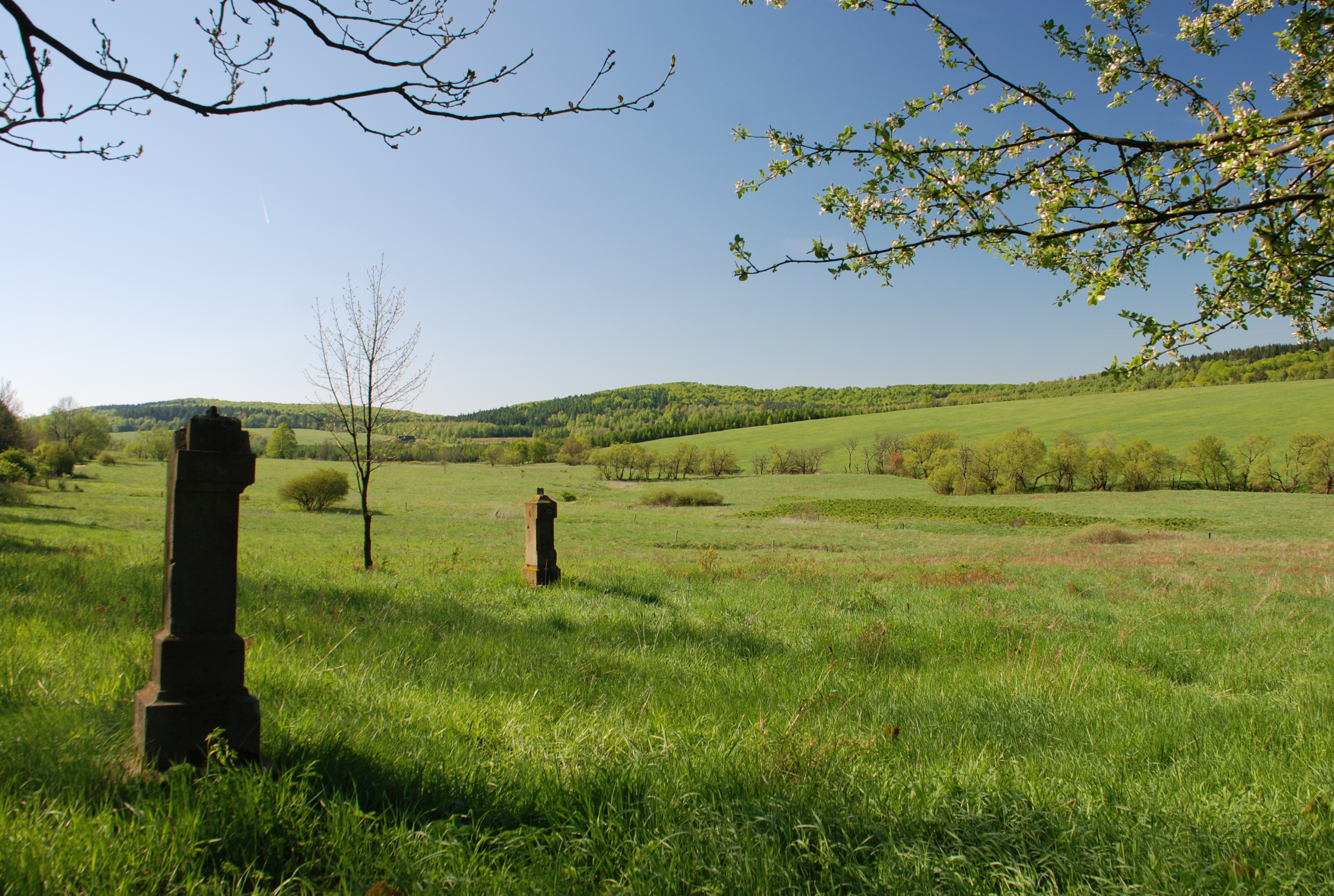

Czeremcha – opuszczona osada w Polsce położona w województwie podkarpackim, w powiecie krośnieńskim, w gminie Jaśliska. W oficjalnym rejestrze podziału administracyjnego TERYT figuruje jako osada.
W miejscowości od 1 lipca 1997 r. do 21 grudnia 2007 r. funkcjonowało ze Słowacją na szlaku turystycznym przejście graniczne Czeremcha-Čertižné i w tym samym miejscu od 1 kwietnia 1999 r. małego ruchu granicznego Jaśliska-Čertižné.
Wieś prawa wołoskiego w latach 1501–1550. Na przełomie XVI i XVII wieku wieś Czeremka położona była w ziemi sanockiej województwa ruskiego. Wieś klucza jaśliskiego biskupów przemyskich.

## Historia

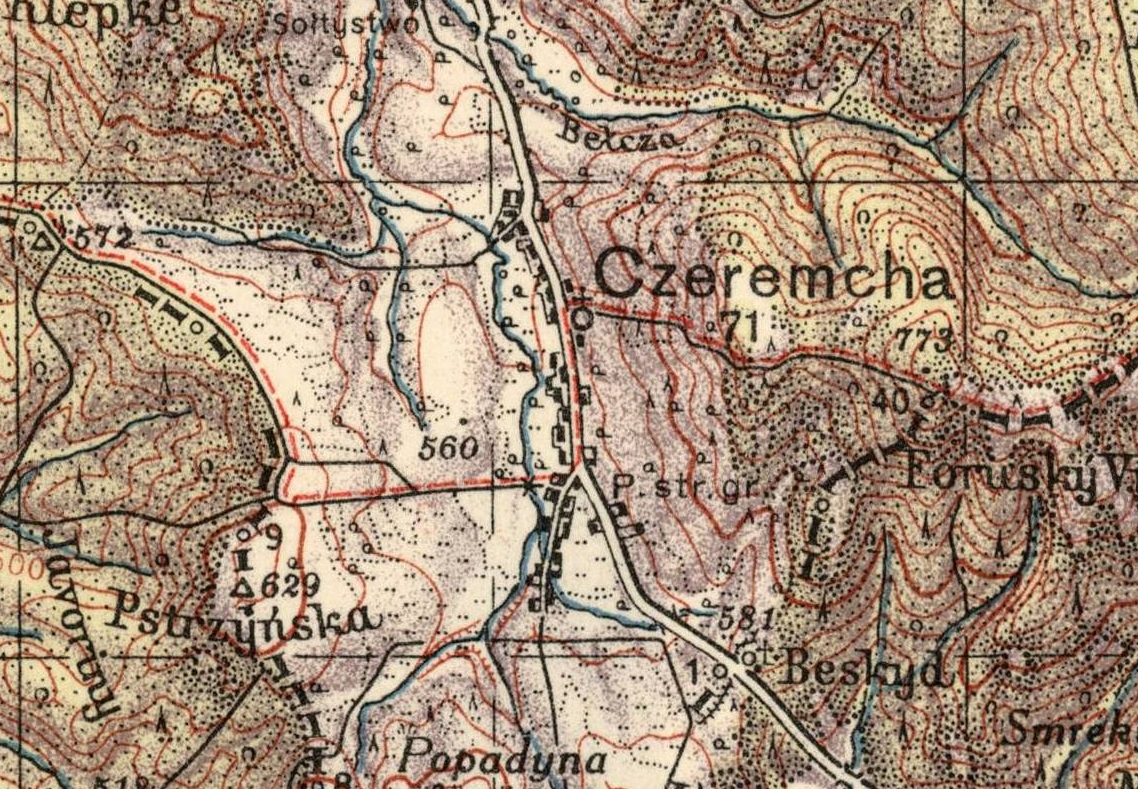
Wieś Czeremcha na mapie WIG z 1938 roku, skala 1:100 000

W 1527 roku lokacja wsi Lipowiec-Czeremcha na prawie wołoskim przez biskupa przemyskiego Andrzeja Krzyckiego. Zasadźcami byli: Ihnat Chłapiec i Michał Zubrzyn z Daliowej. W latach 1769–1772 stacjonowały we wsi oddziały konfederacji barskiej dowodzone przez Feliksa Łubieńskiego (wybudowano warowne szańce). W 1880 roku mieszkało tu 413 osób (68 domostw), z czego znaczną większość (380) stanowili Łemkowie. Głównym zajęciem ludności był wypas bydła. Wieś należała do uposażenia biskupstwa rzymskokatolickiego w Przemyślu. W 1883 r. wybudowano cerkiew greckokatolicką pw. Opieki Bogurodzicy.
W czasie I wojny światowej w 1914 r. cofające się oddziały austriackie spaliły znaczną część wsi. 
W okresie międzywojennym w miejscowości stacjonowała placówka Straży Granicznej I linii „Czeremcha”.
W 1938 roku we wsi znajdowały się 71 domy, cerkiew oraz posterunek Straży Granicznej wykorzystywany przez Niemców w czasie okupacji.
2 września 1939 – natarcie Niemców powstrzymywały potyczki w Czeremsze. Niemcy wkroczyli tu 10 września 1939 r.
20 grudnia 1943 r. strażnicę zaatakował oddział AK OP-15 ppor. Józefa Czuchry Orskiego w ramach akcji Taśma z przewodnikiem Janem Kopystyńskim Jarząbkiem.
6 października 1944 r. przez Czeremchę na Słowację weszły oddziały AR i Czechosłowackie.
Po wojnie ludność wsi wysiedlono do ZSRR. Budynek cerkwi rozebrano w latach 50.

## Dziś
W dolinie zachowały się nieliczne ślady po dawnych mieszkańcach: cerkwisko, kilka nagrobków na dawnym cmentarzu, ruiny strażnicy.

### Szlaki piesze
- Barwinek – Przełęcz Dukielska (500 m n.p.m.) – Czeremcha – Jasiel – Kanasiówka (823 m n.p.m.)
- Przełęcz Beskid nad Czeremchą (581 m n.p.m.) – Czeremcha – Lipowiec – Jaśliska